# Reveal (singel)
Reveal – singel szwedzkiego duetu Roxette. Został wydany w lutym 2007 jako drugi promujący album A Collection of Roxette Hits – Their 20 Greatest Songs!.

## Lista utworów
- Reveal (The Attic remake)
- Reveal (Kleerup remix)
- Reveal (single version)
- One Wish (video)